# Тій (цар Пафлагонії)
Тій (*Θυς, д/н —бл. 365 до н. е.) — цар Пафлагонії у 380—365 до н. е..

## Життєпис
Напевне був якимось родичем Отису, якого змінив у владі в Пафлагонії. Він вважав себе нащадком героя Пілемена, убитого під Троєю
Патроклом. Намагався продовжувати політику попередника. Для цього маневрував між різними сатрапами в Малій Азії. Також зберіг союз зі Спартою.
Втім поступове посилення влади перського царя Артаксеркса II призвело до того, що практично усі сатрапи підкорилися останнього. Зрештою цар відправив сатрапа Датама на перемовини до Тія, щоб той підкорився й визнав владу Персії. Проте той відхилив вимогу й намагався вбити Датама, але марно. У відповідь Датам близько 365 року до н. е. підступно захопив Тія разом з родиною в полон (за іншими відомостями спочатку переміг у битві) та відправив його до Артаксеркса II. Там його було страчено. Фактична влада в Пафлагонії перейшла до Датама.